# Alkmar II. von Alvensleben

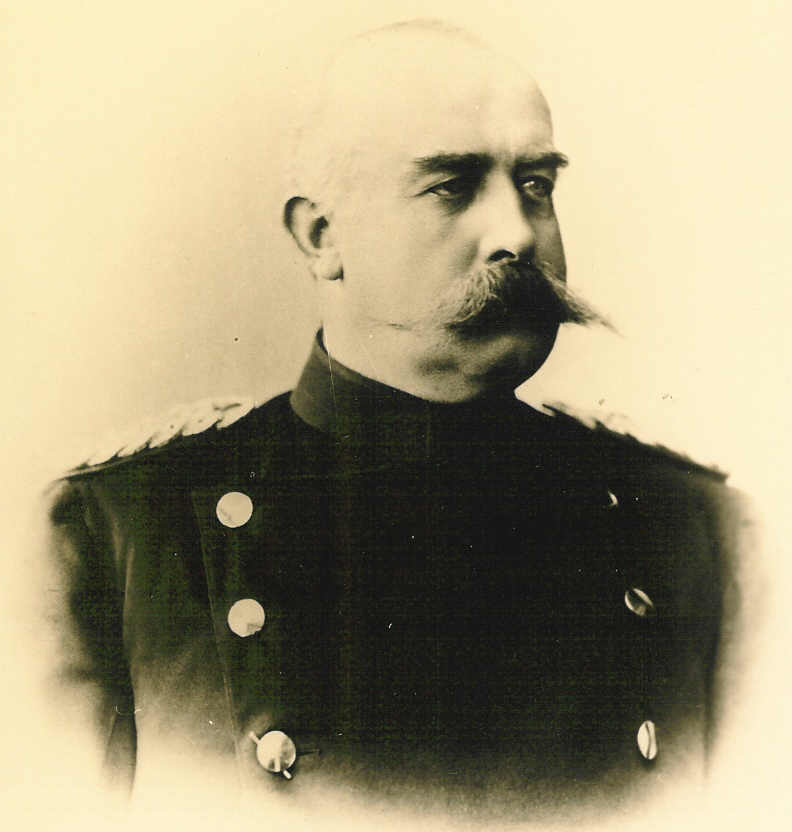
Chân dung tướng Alkmar II. von Alvensleben

Alkmar II. von Alvensleben (16 tháng 9 năm 1841 tại Weteritz – 10 tháng 11 năm 1898 tại Naumburg) là một tướng lĩnh quân đội Đức, đã từng tham chiến trong cuộc Chiến tranh Áo-Phổ (1866) và cuộc Chiến tranh Pháp-Đức (1870 – 1871), và giữ chức trấn thủ Breslau từ năm 1896 cho đến năm 1898.

## Gia đình
Ông sinh vào tháng 9 năm 1841, trong gia đình quý tộc cổ vùng Hạ Đức Alvensleben, và là người con thứ 13 đồng thời là con út của ông Wilhelm Graf von Alvensleben-Isenschnibbe (1798 – 1853) ở Weteritz với bà Auguste Gräfin von Alvensleben-Isenschnibbe, nhũ danh Gräfin von Osten-Sacken (1804 – 1890), sau này là Thị thần (Obersthofmeister). Vào ngày 27 tháng 12 năm 1890, ông thành hôn với Mechthild von Alvensleben (1850 – 1941), người ở vùng Schochwitz, và có một người con với bà. Mechthild là con gái của Trung tướng Hermann von Alvensleben (1809 – 1887) và là em gái của Thiếu tướng Ludolf von Alvensleben (1844 – 1912). Hai người anh trai của Alkmar von Alvensleben đã tử trận trong các trận đánh dữ dội tại Mars-la-Tour và Gravelotte vào năm 1870 cuộc chiến tranh với Pháp. Ngoài ra, ông còn có một người anh khác là Trung tướng Friedrich von Alvensleben (1837 – 1894).

## Tiểu sử
Sau khi học tại trường Trung học Chính quy (Gymnasium) ở Stendal và trường thiếu sinh quân ở Potsdam và Berlin, ông gia nhập Tiểu đoàn Jäger Cận vệ tại Potsdam với cấp hàm Chuẩn úy, mặc dù chưa tròn 18 tuổi, và được thăng tiến nhanh chóng trên con đường binh nghiệp của mình. Với quân hàm Thiếu úy, ông đã tham gia các cuộc chiến tranh chống Áo năm 1866, chống Pháp các năm 1870 – 1871, và được trao tặng Huân chương Đại bàng Đỏ hạng IV đính kèm Thanh kiếm cùng với Huân chương Thập tự Sắt hạng II. Cho đến năm 1894, ông đã lên tới chức Thiếu tướng và Lữ đoàn trưởng Lữ đoàn Bộ binh Cận vệ số 2 tại Berlin, tiếp theo đó ông trở thành trấn thủ Breslau vào năm 1896, rồi được phong cấp bậc Danh dự (Charakter) Trung tướng vào năm 1898. Tuy nhiên, do vấn đề sức khỏe, ông phải giải ngũ trong năm đó, và lui về Naumburg, nơi ông từ trần vào tháng 11 năm 1898 ở tuổi 57. Thi hài ông được đưa đến mai táng tại nghĩa trang gia đình ở Polvitz.